# 凤凰街道 (潍坊市)
凤凰街道，是中华人民共和国山東省潍坊市坊子区下辖的一个乡镇级行政单位。

## 行政区划
凤凰街道下辖以下地区：
河西营社区、小吴家社区、韩尔庄王家社区、葛家社区、响河子社区、邓家社区、东白羊埠社区、西白羊埠社区、前营子社区、大营子社区、赵家社区、韩尔庄李家社区、龙泉街社区、双羊街社区、恒信社区、郑营北路社区、龙山路社区、沟西社区、郑营南路社区、学园社区、崇文社区、辛冬一村、辛冬二村、辛冬三村、辛王家庄村、辛李家庄村、董家庄子村、河南头村、郭家村、南范村、北沟西村和南沟西村。